# مدینه صفاقس
مدینه صفاقس (انگلیسی: Medina of Sfax)، ناحیه در شهر امروزی صفاقس در کشور تونس است که در دوره اغلبیان در قرن ۹ میلادی ساخته شده است. صفاقس در اواسط قرن نهم میلادی تأسیس شد، بندر افریقیه و دروازه آن به شام بود. محله مدینه بر روی پلانی مستطیل ساخته شده است که یکی از بهترین نمونه‌های شهرسازی عرب-اسلامی در حوزه مدیترانه است. نقشه شهر شبیه کوفه، اولین شهر عرب مسلمان است. افزون بر این این مدینه در خود مسجد جامعی را جای داده است.